# Hà Quốc Trị
Hà Quốc Trị (sinh ngày 18 tháng 2 năm 1969) là nhà báo, chính trị gia nước Cộng hòa xã hội chủ nghĩa Việt Nam. Ông hiện là Phó Chủ nhiệm Ủy ban Kiểm tra Trung ương.
Ông từng là Phó Bí thư Tỉnh ủy Khánh Hòa, Trưởng Đoàn Đại biểu Quốc hội khóa XV tỉnh Khánh Hòa, Ủy viên Ủy ban Xã hội của Quốc hội khóa XV. Ông có nhiều năm công tác ở Ủy ban Kiểm tra Trung ương trước khi chuyển tới tổ chức Đảng địa phương, từng là thư ký của hai Ủy viên Bộ Chính trị Nguyễn Văn Chi và Ngô Văn Dụ.

## Xuất thân và giáo dục
Hà Quốc Trị sinh ngày 18 tháng 2 năm 1969 tại xã Phương Khoan, huyện Sông Lô, tỉnh Vĩnh Phú, nay là tỉnh Vĩnh Phúc. Ông lớn lên và tốt nghiệp phổ thông ở Sông Lô, từ tháng 8 năm 1987 đến tháng 4 năm 1988 thì theo học lớp sơ cấp công nghệ chè của Xí nghiệp chè Phú Thọ. Tháng 1 năm 1991, ông thi đỗ Trường Đại học Tuyên giáo, nay là Học viện Báo chí và Tuyên truyền, lên Hà Nội học và tốt nghiệp Cử nhân Báo chí vào tháng 1 năm 1995. Ông cũng có một bằng đại học khác là Cử nhân Luật, học cao học và nhận bằng Thạc sĩ Báo chí. Hà Quốc Trị được kết nạp Đảng Cộng sản Việt Nam vào ngày 9 tháng 10 năm 1990, trở thành đảng viên chính thức sau đó 1 năm, từng theo học các khóa chính trị ở Học viện Chính trị Quốc gia Hồ Chí Minh và có chứng chỉ Cao cấp lý luận chính trị.

## Sự nghiệp
Tháng 5 năm 1988, sau khi hoàn thành khóa sơ cấp công nghệ chè của Xí nghiệp chè Phú Thọ thì ông bắt đầu làm công nhân ở đây hơn 2 năm. Sau 4 năm 1991–95 theo học đại học ở Học viện Báo chí và Tuyên truyền, ông được nhận vào làm ở Tạp chí Kiểm tra của Cơ quan Ủy ban kiểm tra Trung ương, là Phóng viên, Biên tập viên liên tiếp hơn 10 năm 1995–2006. Vào tháng 11 năm 2006, ông được bổ nhiệm làm Phó Tổng biên tập Tạp chí Kiểm tra của Cơ quan Ủy ban Kiểm tra Trung ương. Sang đầu năm 2009, ông được điều rời Tạp Chí Kiếm tra sau gần 15 năm công tác, giữ hàm Phó Vụ trưởng, phân công làm Thư ký Chủ nhiệm Ủy ban Kiểm tra Trung ương khóa X, Ủy viên Bộ Chính trị, Nguyễn Văn Chi. Sang năm 2011, khi chính trị gia Nguyễn Văn Chi nghỉ hưu, Hà Quốc Trị được phân công làm Thư ký Ủy viên Bộ Chính trị, Chủ nhiệm Ủy ban Kiểm tra Trung ương khóa XI Ngô Văn Dụ, đồng thời được nâng hàm Vụ trưởng trong giai đoạn này. Sang tháng 5 năm 2014, ông được bổ nhiệm làm Vụ trưởng Vụ Tổng hợp Cơ quan Ủy ban Kiểm tra Trung ương.
Tháng 1 năm 2016, tại Đại hội Đảng Cộng sản Việt Nam lần thứ XII, Hà Quốc Trị được bầu làm Ủy viên Ủy ban Kiểm tra Trung ương, giữ vị trí này trong 4 năm cho đến tháng 5 năm 2020 thì được điều về tỉnh Khánh Hòa, nhậm chức Phó Bí thư Tỉnh ủy Khánh Hòa. Năm 2021, với sự giới thiệu của Tỉnh ủy, ông ứng cử đại biểu quốc hội từ Khánh Hòa, tại đơn vị bầu cử số 2 ở thành phố Nha Trang, rồi trúng cử Đại biểu Quốc hội khóa XV với tỷ lệ 59,25%. Trong nhiệm kỳ này, ông được phân công làm Ủy viên Ủy ban Xã hội của Quốc hội và Trưởng Đoàn Đại biểu Quốc hội tỉnh Khánh Hòa.
Ngày 20 tháng 9 năm 2024, tại Hội nghị Trung ương Đảng lần thứ 10, Ban Chấp hành Trung ương Đảng Cộng sản Việt Nam đã bầu bổ sung Hà Quốc Trị làm Ủy viên Ủy ban Kiểm tra Trung ương.